# (25037) 1998 QC37
1998 كيو سي 37 (ويعرف أيضًا باسم (25037) 1998 كيو سي 37 وفق تسمية الكوكب الصغير) (بالإنجليزية: 1998 QC37)‏ هو كويكب ضمن حزام الكويكبات؛ وترتيبه 25037 من حيث الاكتشاف.
اكتُشف هذا الجُرم الفلكي بواسطة بحث لنكولن عن الكويكبات القريبة من الأرض في 17 أغسطس 1998.

## وصلات خارجية
- (25037) 1998 QC37 في قاعدة بيانات مختبر الدفع النفاث لأجرام النظام الشمسي الصغيرة

- الاكتشاف · مخطط المدار ·  العناصر المدارية · المعلمات المادية

- (25037) 1998 QC37 على موقع ويكي سكاي: DSS2, SDSS, GALEX, IRAS, Hydrogen α, X-Ray, Astrophoto, Sky Map, Articles and images